# John Ruskin
John Ruskin (Londra, 8 febbraio 1819 – Brantwood, 20 gennaio 1900) è stato uno scrittore, pittore, poeta, restauratore e critico d'arte britannico.
La sua interpretazione dell'arte e dell'architettura influenzò fortemente l'estetica vittoriana ed edoardiana.

## Biografia
Ruskin nacque a Londra, unico figlio del matrimonio tardivo tra un ricco produttore di sherry di origine scozzese, John James Ruskin (1785–1864), appassionato di pittura, e una sua cugina, Margaret Cock (1781–1871), di cultura rigidamente puritana. Il ragazzo crebbe assai agiatamente, ma ebbe un'infanzia e un'adolescenza molto solitarie, al centro delle cure materne – cure così pressanti che quando, nel 1836, il figlio entrò al Christ Church College di Oxford, anch'ella vi si stabilì.

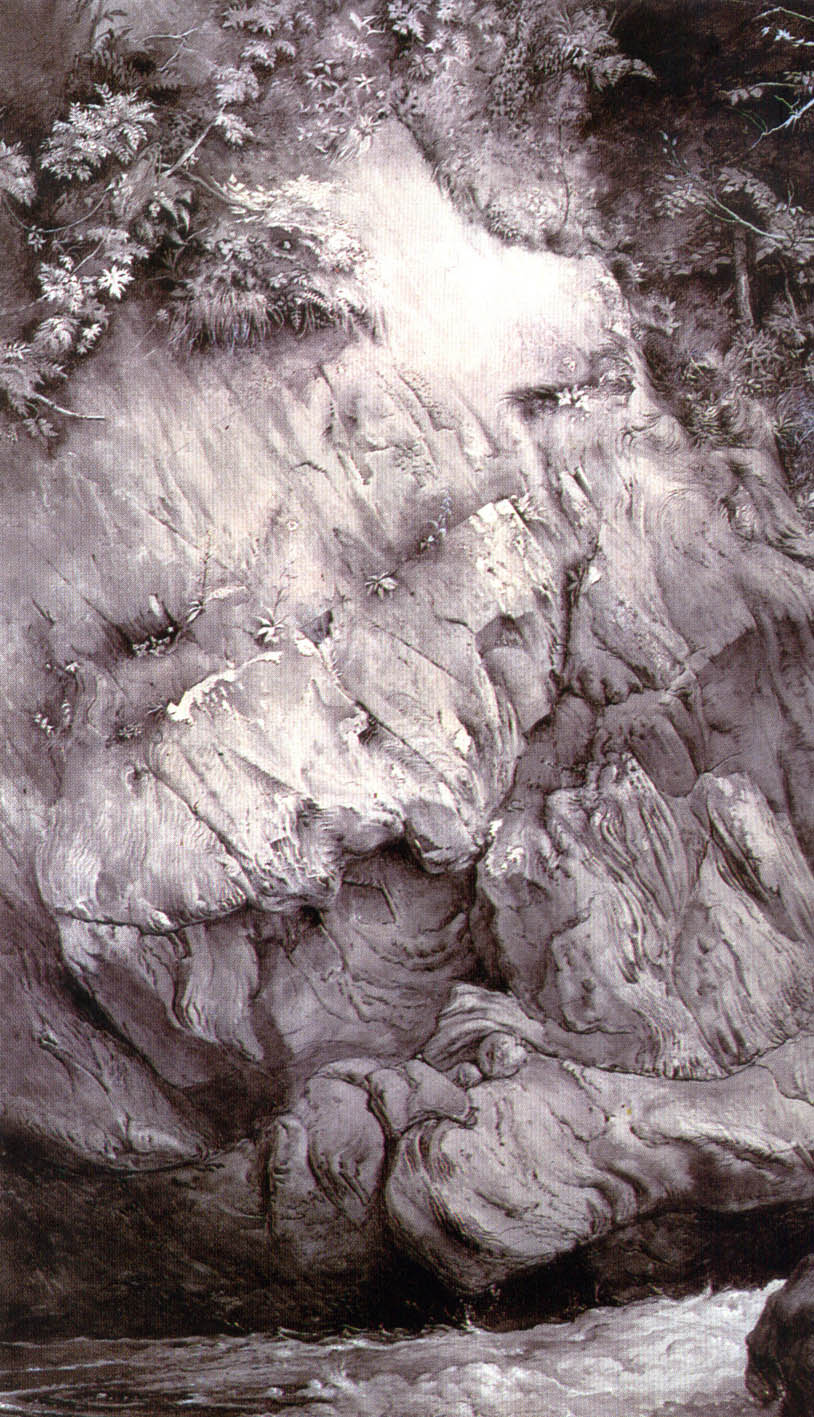
Study of Gneiss Rock, Glenfinlas, 1853

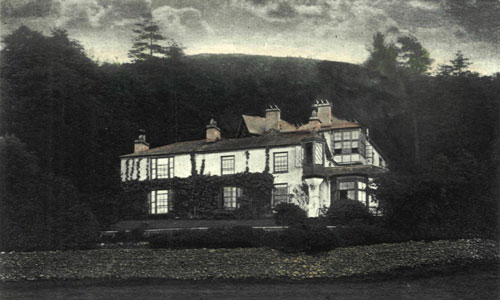
Brantwood

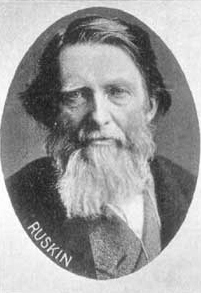
John Ruskin, 1894

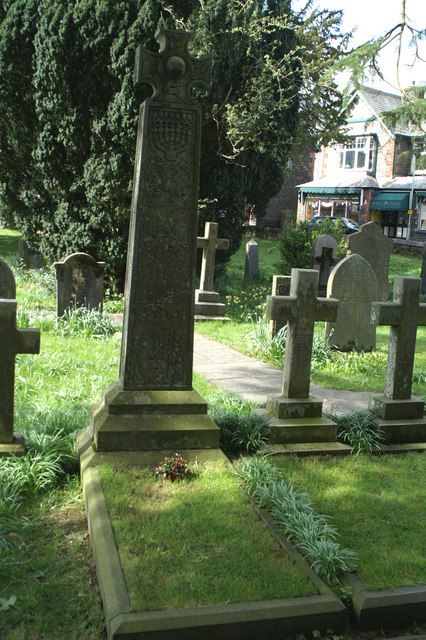
Tomba di Ruskin nel cimitero di Coniston

Crescendo in un ambiente nel quale non erano mancati fin dall'infanzia viaggi e stimoli estetici, ma anche pressioni moralistiche, in lui si sviluppò un carattere geniale, sensibile ma anche oscillante tra entusiasmo e depressione ed una complicata vita affettivo-sessuale. A Oxford incontrò William Turner, del quale Ruskin, a conclusione di un rapporto durato tutta la vita, sarà anche esecutore testamentario, e Lewis Carroll.
È del 1840 il suo primo viaggio in Italia, che lungo le classiche tappe del Grand Tour lo conduce con i genitori attraverso la Francia e l'Italia da Paestum a Venezia. Di questo viaggio è stato pubblicato in italiano il diario, estrapolato dal Diario che Ruskin compilò dal 1836 al 1874. Un altro viaggio, questa volta senza i genitori, è del 1845: sono di questo periodo la scoperta della Toscana, delle arti figurative, del gotico e del romanico e, sul piano della creatività personale, la realizzazione dei suoi migliori acquarelli.
Nel 1848, fortemente sollecitato dalla famiglia che sperava in un effetto stabilizzante del matrimonio sulla sua natura irrequieta e instabile, sposò Effie Gray, figlia di un cliente scozzese fortemente indebitato con il padre e alla quale, bambina, aveva dedicato il racconto fantastico Il re del fiume d'oro. Il matrimonio fu però annullato sei anni dopo, nel 1854, dalla chiesa anglicana. Fu un grande scandalo: il matrimonio non fu mai consumato e la moglie, dopo cinque anni di matrimonio, lo denunciò per impotenza; egli si scusò adducendo vari motivi per la mancata consumazione del matrimonio, come la scarsa avvenenza fisica della moglie, la sua instabilità emotiva, motivi psicologici vari e la propria morbosa attenzione verso le giovanissime; Effie stessa fu corteggiata quando aveva 12 anni e dopo l'annullamento egli corteggiò una bambina di 9 anni.
Il decennio dal 1848 al '58 fu per Ruskin un periodo di grande intensità creativa e intellettuale, e il nuovo viaggio in Italia con i genitori del 1858 fu forse l'ultimo momento sereno della sua vita. Nel frattempo il confronto tra la meditazione estetica, che in lui aveva sempre avuto una forte componente etica e umanistica, ed il capitalismo selvaggio che secondo lui caratterizzava l'Inghilterra vittoriana (money-making mob - una plebe che fa soldi -, era la definizione di Ruskin dei suoi compatrioti), spostarono i suoi interessi verso idee di socialismo utopistico in chiave cristiana.

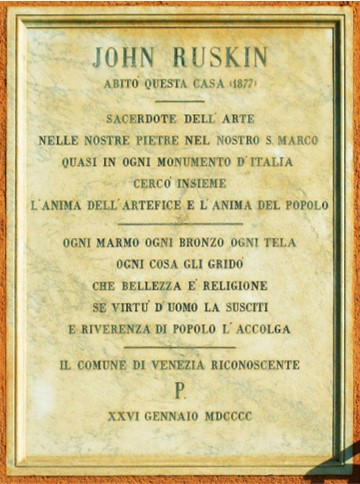
Lapide in ricordo di Ruskin, Venezia, Zattere, Pensione Calcina

Già nel grande capitolo centrale de Le pietre di Venezia, "Sulla natura del Gotico", aveva accusato la disumanizzazione del lavoro industriale, nella quale l'operaio è ridotto a un mero attrezzo animato («this degradation of the operative into a machine»), contrapponendo ad essa il carattere corale della produzione artistica ed architettonica gotica, nella quale l'operaio ha un ampio margine di creatività, consentito dall'irregolarità dell'opera complessiva. In queste pagine Ruskin si avvicinava alle posizioni di critica della disumanizzazione del lavoro e della separazione di lavoro manuale e lavoro intellettuale che, anticipate in alcune pagine di Adam Smith (La ricchezza delle nazioni, libro V, cap. 1), ritornano in molta della grande letteratura del primo socialismo, soprattutto nelle celebri considerazioni del giovane Marx sul lavoro alienante (Manoscritti economico-filosofici del 1844).
Negli anni successivi i suoi interessi per i problemi del lavoro e della povertà si accentuarono, fino all'aperta polemica contro l'ideologia liberista, contenuta nelle conferenze tenute a Manchester (una delle roccaforti del capitalismo britannico) nel 1857, e poi sviluppate in una serie di saggi per il "Cornhill Magazine", confluiti in Unto this Last (Fino all'ultimo, 1862), quello che considerò il proprio libro più importante e che, quarant'anni più tardi, verrà particolarmente apprezzato da Gandhi per l'attacco in esso rivolto all'individualismo capitalistico, al quale Ruskin contrapponeva, alla maniera di Saint-Simon, l'ideale di una società organica in cui le classi fossero tra loro coordinate, senza egemonie, dallo Stato.
Le idee sviluppate in questo periodo, compresa l'utopia "retrospettiva" dell'artigianato gotico come modello di vita economica più sano di quello capitalistico, lo guidarono, dopo aver ereditato dal padre una considerevole fortuna, alla fondazione di una sorta di comunità di lavoratori, denominata Guild of St. George. L'esperimento fallì in pochi anni, ma Ruskin tenne su di esso una lunga serie di conferenze, molto apprezzate dalla criticata società vittoriana, poi raccolte e pubblicate, nel 1865, in Sesame and Lilies (Sesamo e gigli).
Ritiratosi a Brantwood, sul Coniston Water, in Cumbria, dopo la morte della madre avvenuta nel 1871, continuò la sua attività critica e di ricerca, insegnando anche a Oxford tra il 1869 e il 1888 (tra i suoi allievi dell'epoca ci fu Oscar Wilde), ma assalito sempre più spesso da periodi di depressione. L'ultimo suo scritto, prima che la luce della sua mente si spegnesse completamente, fu l'autobiografia Praeterita. Morì il 20 gennaio 1900 nella sua casa di Coniston, poi trasformata in museo.

## Il contesto del secolo XIX in Inghilterra
L'Inghilterra dal secolo XVII al XIX si presenta come una potenza in ambito commerciale: una rinomata nazione per l'esportazione e l'importazione di merci.
Si iniziarono a inventare le prime grandi macchine: in ambito tessile la spoletta volante, la macchina a vapore. Non molti furono favorevoli alle macchine, soprattutto gli operai che vennero sostituiti da questi strumenti che utilizzavano meno tempo per svolgere il lavoro. 
Grazie al benessere che queste crearono, la popolazione iniziò ad aumentare da 7 milioni nel 1766 a 14 milioni del 1821.
Si formano quindi diverse teorie economiche-politiche-nazionaliste i cui contrasti furono spesso violenti a causa di rivoluzioni interne ed internazionali per i mercati mondiali.
Gli operai cominciarono a far valere i loro diritti e grazie alle conquiste sindacali (e all'aumento delle industrie) molti tornarono ad essere assunti. 
Le polemiche contro le macchine continuarono per molti anni. Ed è proprio nei capitoli centrali de Le pietre di Venezia che Ruskin si avvicina alle posizioni di critica della disumanizzazione del lavoro.
Nell'ambito del restauro, già nel secolo XVIII la Gran Bretagna vide una rivalutazione dello stile gotico soprattutto quando iniziarono i restauri su questi monumenti di origine medioevale.
Molti furono i dibattiti sui modi di intervenire su questi edifici; il più importante fu quello che nacque nella Society of Antiquaries of London dove l'architetto James Wyatt applicò le sue idee che prevedevano la “simmetria” e l'”unità stilistica” come concetti per unificare lo stile delle cattedrali da restaurare. Le prime polemiche che si ebbero sull'inadeguato restauro e sull'alterazione di questi monumenti medioevali apparvero nel giornale The Gentleman's Megazine dove si sosteneva la difesa dell'autenticità del monumento nelle associazioni londinesi. John Carter polemizzò contro le decorazioni apportate ai monumenti gotici; John Milner denunciava la distruzione e l'alterazione di alcuni monumenti antichi. George Gilbert Scott fu il grande protagonista del restauro stilistico in Inghilterra. Enunciò i suoi principi quando nel 1840 la chiesa St. Mary's Church in Stafford iniziò ad essere restaurata. Fu circa nel 1850 che John Ruskin, grande antagonista di Scott, riportò la sua critica sui restauri in Inghilterra persuadendo la Society of Antiquaries of London. La sua dottrina sulla conservazione, servirà come ulteriore tesi all'interno di questo clima di dibattito e darà una risposta alternativa al restauro stilistico.

## Il pensiero e l'opera

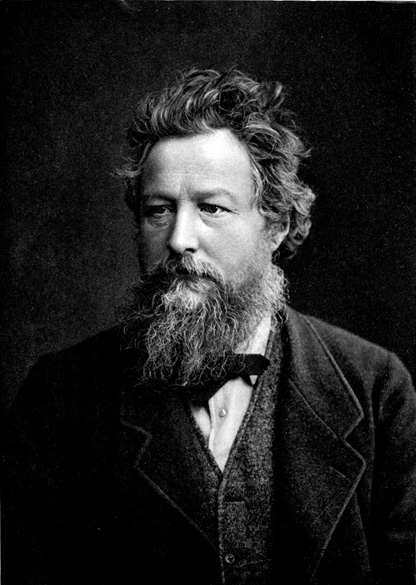
William Morris from Prose and Poetry, publ. 1913 by Oxford

La sua teoria generale, per la quale l'uomo e la sua arte devono essere profondamente radicati nella natura e nell'etica, fa di lui uno dei fondatori dell'Arts and Crafts Movement, sul quale Ruskin, attraverso William Morris, ebbe una grande influenza. Lungo questa linea fu anche uno dei precursori dell'Art Nouveau. John Ruskin è noto per la sua posizione molto particolare nei confronti del restauro architettonico. La sua concezione di restauro, definito "restauro romantico", ritiene immorale l'intervento di restauro, comunemente praticato nella sua epoca, inteso come sostituzione della copia all'originale.
Egli sostiene dunque la necessità innanzitutto di conservare l'esistente, ammettendo quegli interventi di comune manutenzione (sostituzione di un coppo ammalorato; sostituzione di una singola pietra), ma anche di puntellazione, utili a prolungare il più possibile la vita dell'architettura antica, alla quale va riconosciuto anche il diritto, quando sarà giunto il momento, di morire. L'attribuzione a Ruskin di posizioni intransigenti a favore del rovinista romantico sarà dovuta alla successiva critica del restauro che, identificando da un lato in Ruskin l'estremista della conservazione e dall'altra, in Eugène Emmanuel Viollet-le-Duc, il fautore della ricostruzione ex novo del monumento da restaurare, definirà una "terza via", quella del restauro "all'italiana", come la più equilibrata ed efficace a dare soluzione ai problemi del restauro.
Nell'affermazione di questo modello interpretativo, un contributo fondamentale in Italia verrà prima da Camillo Boito, poi da Gustavo Giovannoni e verrà applicato, tra i primi, per il restauro della Basilica di San Marco di Venezia da Pietro Saccardo. Nel 1972, la Carta del restauro - la quale insiste su una precisa "morale del restauro" - tiene in considerazione il punto di vista di John Ruskin sul tema, e rafforza il suo concetto secondo cui non è moralmente e filologicamente accettabile integrare parti mancanti di opere d'arte utilizzando materiali identici all'originale, poiché in questo modo si spaccerebbe per antico l'intervento moderno, che dovrà sempre essere distinguibile; tantomeno è accettabile la ricostruzione ex-novo dei manufatti andati perduti, a meno che le parti mancanti del manufatto originale non siano recuperabili, come nel caso della ricostruzione post-terremoto di una parte della Basilica Superiore di Assisi, dove il materiale originale lapideo e pittorico è stato recuperato, reintegrato, consolidato. Al suo Modern Painters devono la popolarità sia Turner sia il movimento preraffaellita.
In occasione dell'apertura di una biblioteca scolastica a Rusholme, Ruskin tenne una conferenza sulla lettura dal titolo "I tesori del re" e, successivamente, sullo stesso argomento una seconda conferenza dal titolo "i giardini delle regine". In quelle occasioni lo scrittore inglese sostenne che la lettura consente di interloquire con uomini di gran lunga migliori e più interessanti di quelli che normalmente fanno parte delle frequentazioni di ognuno. Questa tesi fu contestata da Marcel Proust nel suo breve saggio sulla lettura, Del piacere di leggere, nel quale lo scrittore francese ha evidenziato la differenza tra la lettura e la conversazione.

## Le idee sul restauro

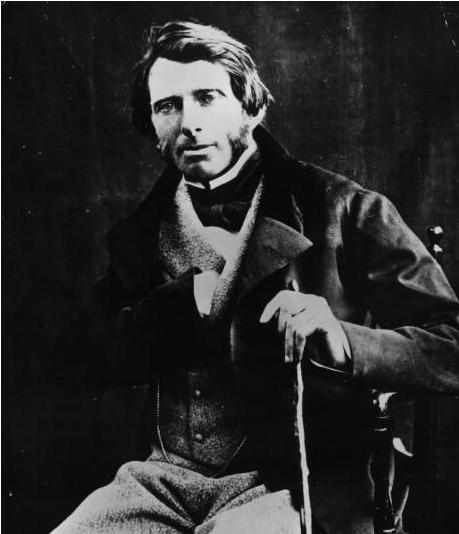
John Ruskin, 1870

Così si potrebbe racchiudere buona parte del pensiero di John Ruskin. Secondo la sua interpretazione infatti, era impossibile restaurare in architettura in quanto sarebbe stato come risuscitare i morti, prerogativa solo divina. Restaurare quindi avrebbe voluto dire mentire, annullare la memoria dei monumenti, copiare. Secondo lui infatti, l'arte era un fenomeno più complesso di quello che credevano i suoi contemporanei; l'opera d'arte realizzata dall'artista e contemplata dal critico d'arte, era un'entità astratta, creata secondo un processo continuo che comprendeva le circostanze economiche e sociali di partenza, le relazioni con il destinatario dell'opera, i metodi di realizzazione e continuava con lo scopo che si dava all'opera; i cambiamenti di proprietà e di uso e le modificazioni materiali non dovevano influire sull'opera; modificando uno di questi aspetti, si sarebbero modificati tutti gli altri, oltre che l'opera stessa. In base alle idee di Ruskin bisognava evitare l'inganno procurato all'osservatore con il restauro; la difesa dell'autenticità era quindi incompatibile con la restaurazione stilistica in quanto questa annullava i segni della storia, cancellando la memoria e l'anima del monumento. Quando la conservazione non era più attuabile per via del suo degrado incontenibile, il restauro creava una nuova realtà differente dall'opera originale. Preferiva quindi un intervento sincero con l'aiuto di appoggi, puntellature ed ausili esteriori chiaramente visibili (anche se questi risultavano “brutali”) dove però l'elemento deteriorato o perso era chiaramente visibile.
John Ruskin criticò fortemente l'ambiente moderno e la società di quel periodo, ma, essendo critico d'arte, criticava anche le architetture e i monumenti sia del suo periodo, sia dei periodi passati.
John Ruskin riconosceva tre fasi indivisibili nella vita del monumento: il progetto o l'inizio, la funzione e il momento della conservazione. 
Per Ruskin esisteva una sola creazione, quando l'autore "dà vita" all'opera, tenendo però presente il "comportamento", gli effetti del tempo e la durata di quest'ultima, progettandola ad esempio con materiali duraturi.
Il valore di antichità e di autenticità di un'opera era data secondo Ruskin tramite la patina che la ricopriva, segno del tempo che testimoniava la sua vita e la sua individualità materiale.
Ruskin sosteneva che la rovina di un monumento fosse inesorabile, la fine di un edificio era sicura: nasceva viveva e moriva e la conservazione era solo un modo per ritardarne la sua morte. La lotta contro l'eternità, secondo il critico, era una causa già persa, era un processo biologico come la sua nascita e la sua vita. Con la conservazione si poteva solo prolungare la vita naturale del monumento e questo implicava una sua trasformazione inevitabile. Ruskin prendeva come esempio la bellezza di un rudere immerso completamente in un bosco, fra la natura. Quest'ultimo doveva godere di semplici manutenzioni per non alterarne la bellezza originale e quando, a tempo debito cessava di vivere, si avrebbe dovuto lasciarlo morire.
Sosteneva che i monumenti non fossero una proprietà privata, anche se appartenevano all'artefice o al committente ma erano soprattutto delle generazioni future: gli uomini di oggi e di domani hanno gli stessi diritti nell'usufruirne e nell'averne cura.
Esiste però un'altra “scuola di pensiero” diversa da quella di Ruskin: quella di Eugène Viollet-Le-Duc. 
Quest'ultimo sosteneva che il restauro fosse una “necessità spiacevole” e per conservare il monumento bisognava, utilizzando materiali del tempo, ristrutturarlo in forme moderne: l'opposto quindi di quello che Ruskin sosteneva. L'architetto che ristrutturava l'opera doveva quindi essere ben preparato e conoscere le tecniche scientifiche, le particolarità degli edifici, lo stile, la scuola, eliminando quindi le parti aggiunte posteriormente per portare l'edificio alla forma iniziale o ad uno stato mai esistito, arrivando a togliere anche i difetti di costruzione originali o successivi.
Importante inoltre per Viollet-Le-Duc era l'intorno urbanistico che doveva valorizzare ancora di più l'opera. In un certo senso, questo veniva sostenuto anche da Ruskin, in quanto affermava che l'architettura non era un'isola ma viveva in un contesto e doveva rispettare la sua unità. Il monumento viveva quindi nel proprio ecosistema ed il contesto urbano formava parte della vita di un edificio.
Ruskin estese e qualificò il concetto di “arte”. Non utilizzò mai il concetto di ”bene culturale” ma di arte che comprendeva quindi tutti gli oggetti prodotti dall'uomo, inserendo nella categoria anche quelli manifatturieri. Cancellò la differenza tra artista e artigiano espandendo questo caposaldo a tutta la cultura materiale. L'arte secondo Ruskin era veritiera quando era la conseguenza di un fare armonico ed era capace di inserirsi nell'ordine naturale del mondo. Quando l'oggetto aveva le caratteristiche di naturalezza, potenza e armonia si poteva considerare strutturalmente un'“opera d'arte”. 
Sosteneva inoltre che, oltre a conservare l'arte concreta come gli oggetti materiali e tangibili, bisognava conservare anche le qualità morali che gli oggetti comprendevano come segno e simbolo dell'attuazione dell'uomo sulla terra. L'essere umano ha lasciato un segno dei suoi valori e della sua vita, un messaggio di civilizzazione alle generazioni future che devono essere conservate con rispetto religioso.

## Influenze post-Ruskin in Italia

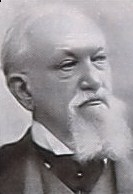
Camillo Boito

Molti iniziarono a seguire le idee di Ruskin e in Italia i due principali personaggi che capirono e rielaborarono il suo pensiero furono Camillo Boito e Gustavo Giovannoni.
Camillo Boito pose le basi per il restauro scientifico in italia, cercando soluzioni pratiche per la conservazione e l'utilizzazione degli edifici. Si avvicinava a Ruskin in quanto sostenne la critica che aveva formulato per il restauro di San Marco a Venezia; riconobbe il passare del tempo nel monumento che doveva essere consolidato e conservato ma si contrappose a Ruskin in quanto non accettava la morte del monumento credendo quindi nel restauro. Prese anche spunto da Viollet-Le-Duc nello studio rigoroso dei monumenti non accettando però alcune sue idee tecniche sulla ristrutturazione e sull'illuminazione.
Gustavo Giovannoni, figura molto importante per la legislazione italiana, riformulò le idee di Boito. Il suo contributo al restauro si può sintetizzare brevemente in tre aspetti principali: la formulazione del concetto di restauro scientifico in continuità con le idee di Boito; il suo contributo alla formulazione della Carta di Atene e della Carta Italiana del Restauro; la sua attività come restauratore-urbanista estendendo la tutela non solo al monumento ma anche al suo intorno un po' come aveva sostenuto Viollet-Le-Duc.

## Opere scelte

### Edizioni originali e italiane
- Modern Painters (5 voll., 1843-1860) [Vol. I pubblicato (inizialmente in forma anonima) nel 1843, il II nel 1846, il III e IV nel 1856, il V nel 1860 ]
  -  Pittori moderni, a cura di Giovanni Leoni e Alessandro Guazzi, Introduzione di Giovanni Leonelli, Collana i millenni, Torino, Einaudi, 1998, ISBN 978-88-06-12890-6.
- The Seven Lamps of Architecture (1849)
  - Le sette lampade dell'architettura, Jaca Book, Milano, 1982
- The King of the Golden River or the Black Brothers: A Legend of Stiria (1851)
  -  Il re del fiume d'oro, traduzione di Pina Ballario, illustrazioni di Colette Rosselli, Collezione Universale ragazzi, Milano, Mondadori, 1952.
  -  Il re del fiume d'oro. Leggenda della Stiria, traduzione di Maria Paola Dèttore, Collana Storie e rime, Torino, Einaudi Ragazzi, 2001, ISBN 978-88-7926-380-1.
- Pre-Raphaelitism (1851)
  -  Turner e i Preraffaeliti, a cura di Giovanni Leoni, Collana Saggi brevi n.24, Torino, Einaudi, 1992.
- The Stones of Venice (3 voll, 1851-1853)
  -  Le pietre di Venezia, traduzione di Alessandro Tomei, Roma, Ulisse Carboni - Libraio Editore, 1910.
  -  Le pietre di Venezia, a cura di Augusta Guidetti, Collana I Grandi Scrittori Stranieri, Torino, UTET, 1932.
  -  Le pietre di Venezia. Mattinate fiorentine (2 voll.), Firenze, Vallecchi, 1974.
  -  Le pietre di Venezia, Introduzione di Jan Morris, trad. Attilio Brilli, Venezia, Mondadori, 1982.
  -  Le pietre di Venezia, introduzione di John D. Rosenberg, Collana I Classici n.584, BUR, 1987, ISBN 978-88-17-16584-6.
- Architecture and Painting (1854)
- Political Economy of Art (1857)
  -  Economia politica dell'arte, traduzione di L. Angelini, Collana Universale.L'età moderna, Torino, Bollati Boringhieri, 1991, ISBN 978-88-339-0633-1.
- The Elements of Drawings, in Three Letters to Beginners (1857)
  -  Gli elementi del disegno, Milano, Adelphi, 2009.
- Unto this Last (1862) 
  - Cominciando dagli ultimi, introduzione di Luigino Bruni, San Paolo 2014; in A quest'ultimo. Quattro saggi di socialismo cristiano, Marco Valerio, 2003; A quest'ultimo nel 1936 e in altre due edizioni come: Fonti della ricchezza (1908) e I diritti del lavoro (1946)
- Essays on Political Economy (1862)
- Of Kings' Treasuries (1865)
  - Dalle tesorerie dei re a cura di V. Pepe, Sellerio, Palermo 2006
- Bible of Amiens (prima parte di Our Fathers Have Told Us, 1880-1885), [tradotto in francese da Marcel Proust ] 
  -  La Bibbia d'Amiens, commento e note di Marcel Proust, traduzione di Salvatore Quasimodo, Collana Portico: Critica e Saggi n.8, Milano-Roma, Bompiani, 1946.
  -  La Bibbia di Amiens, traduzione di Salvatore Quasimodo, Milano, SE, 1999.
- Time and Tide (1867)
- Mornings in Florence (1875)
  -  Mattinate fiorentine, con spigolature da «Val d'Arno», traduzione di Odoardo H. Giglioli, Firenze, Barbéra, Editore, 1908 [II ed. 1925].
  -  Le pietre di Venezia. Mattinate fiorentine, Firenze, Vallecchi, 1974.
  -  Mattinate fiorentine, introduzione e cura di Attilio Brilli, Mondadori, 1984. - SE, 2016.
  -  Mattinate fiorentine, a cura di Alberto Rossatti, Collana Classici n.817, Milano, BUR, 1991, ISBN 978-88-17-16817-5.
- Selected Writings, Chosen and Annotated by Kenneth Clark, Penguin Classics 1991; già edito nel 1964 col titolo Ruskin today
- Diario italiano (1840-1841), Mursia, 1992 ISBN 9788842511502
- Sesamo e gigli, Bibliosofica 2000; nel 1907 pubblicata da A. Solmi; nel 1917 da Ist. Edit. Italiano; nel 1939 dalla Universale Sonzogno
- Viaggio in Italia, prefazione e cura di Attilio Brilli, Oscar Classici n.562, Mondadori, Milano, 2002
- Cominciando dagli ultimi, San Paolo 2014 (Unto this last, Introduzione di Luigino Bruni)

### Ulteriori pubblicazioni in inglese
- Giotto and his Work (1853-1860)
- The Harbours of England (1856)
- The Elements of Darwing (1857)
- Notes on the Royal Academy (1856-1859)
- The Two Paths (1859)
- Munera pulveris (1862-1863)
- The Ethics of the Dust (1866)
- The Crown of Wilde Olive (1866)
- Time and Tide by wear and Tyne (1867)
- The Queen of the Air (1869)
- Lectures on Art (1870)
- Aratra Pentelici (1872)
- The Eagle's Nest (1872)
- Ariadne Florentina (1873)
- Val d'Arno (1874)
- Fors clavigera 8 voll. (1871-1877)
- Proserpina (1875-1886)
- Deucalion (1875-1883)
- Guide to the principal Picture in the Academy of Fine Arts at Venice (1877)
- St. Mark's Rest (1877-1884)
- The Laws of Fiesole (1877-1878)
- Arrows of the Chase 2 voll. (1880)
- Love's Meinie (1882)
- The Art of England (1883)
- The Storm Cloud of the Nineteenth Century (1884)
- Selections from the Writings of John Ruskin (1894)
- On the old Road (1885)
- Praeterita 2 voll. (1885-1889)
- Dilecta (1886-1887)
- The Pleasure of England (1890)
- The Poems of John Ruskin (1891)
- Diaries (1835-1873)